# Colaptes campestroides
Colaptes campestroides ("pampasspett") är en fågel i familjen hackspettar inom ordningen hackspettartade fåglar. Den betraktas i allmänhet som underart till camposspett (C. campestris), men har getts artstatus av Birdlife International och IUCN, som kategoriserar den som livskraftig. Den förekommer från södra Paraguay till sydöstra Brasilien, Uruguay och norra Argentina.